# Cantonul Saint-Agrève
Cantonul Saint-Agrève este un canton din arondismentul Tournon-sur-Rhône, departamentul Ardèche, regiunea Rhône-Alpes, Franța.

## Comune
- Devesset
- Labatie-d'Andaure
- Mars
- Rochepaule
- Saint-Agrève (reședință)
- Saint-André-en-Vivarais
- Saint-Jeure-d'Andaure